# Smoluchowski-féle koagulációs egyenlet
A Smoluchowski-féle koagulációs egyenlet egy integrodifferenciál-egyenlet, amely megadja valamely 
{\displaystyle {x}\,} egységből álló komplex (továbbiakban {\displaystyle {x}\,}-mer) képződésének reakciósebességi állandóját bizonyos körülmények fennállása esetén. Az egyenletet Marian Smoluchowski lengyel fizikus publikálta 1916-ban.

## Feltételek
Smoluchowski koagulációs elméletében a következő feltételeket köti ki:
- Az {\displaystyle {y}\,} és {\displaystyle {x-y}\,} monomerből álló komplexek (továbbiakban {\displaystyle {y}\,}-mer és {\displaystyle {x-y}\,}-mer) aggregációjának {\displaystyle K_{y,x-y}\,} sebességi állandója valamennyi {\displaystyle {y}\,}- és {\displaystyle {x-y}\,}-mer komplexpárra azonos, vagyis a {\displaystyle K_{y,x-y}=K_{x-y,y}\,} sebességi állandó egy komplexpár lehetséges konfigurációs állapotainak lehetséges orientációban történő ütközéseire vonatkozó sebességi állandók átlaga.
- A komplexek reakciója (ütközése) során létrejövő kötések felszakíthatatlanok, vagyis a növekedés irreverzibilis.
- Az {\displaystyle {x}\,}-merek {\displaystyle n_{x}\,} koncentrációja a tér minden részében azonos, így valamennyi mennyiség térbeli elhelyezkedéstől való függését elhanyagoljuk.
- Az oldat kellően híg ahhoz, hogy az {\displaystyle {y}\,}- és {\displaystyle {x-y}\,}-merek közötti reakció {\displaystyle K_{y,x-y}\,} állandójára ne legyen hatással további komplexek jelenléte. Következésképpen valamennyi reakció bimolekuláris, három vagy több komplex egyidejű reakcióját figyelmen kívül hagyjuk.

## Diszkrét eset
Diszkrét változókat feltételezve a következő egyenletet kapjuk:
{\displaystyle {\frac {\Delta n_{x}(t)}{\Delta t}}={\frac {1}{2}}\sum _{y=1}^{x-1}K_{y,x-y}n_{y}(t)n_{x-y}(t)-n_{x}(t)\sum _{y=1}^{\infty }K_{x,y}n_{y}(t)}
Az egyenlet bal oldala az {\displaystyle {x}\,}-merek számának időbeli változása. Az egyenlet jobb oldala egy különbség. A különbség első részének (a kisebbítendő) alapja az {\displaystyle {x}\,}-merek bimolekuláris képződési reakciójának sebességi egyenlete:
{\displaystyle K_{y,x-y}n_{y}(t)n_{x-y}(t)\,}
ahol {\displaystyle K_{y,x-y}\,} az {\displaystyle {y}\,}-merek és {\displaystyle {x-y}\,}-merek reakciójának sebességi állandója, {\displaystyle n_{y}(t)\,} az {\displaystyle {y}\,}-merek, {\displaystyle n_{x-y}(t)\,} az {\displaystyle {x-y}\,}-merek (időtől függő) száma. Az {\displaystyle {y}\,}-mer
az {\displaystyle {x}\,}-merek {\displaystyle {y}\,}- és {\displaystyle {x-y}\,}-merekből való képződésének átlagos sebességét adja meg, a második része (a kivonandó) az {\displaystyle {x}\,}-merek {\displaystyle {y}\,}-merekkel való ütközés folytán történő továbbnövekedés miatti fogyásának sebességét mutatja. Mindkettő megfelel egy bimolekuláris reakció kinetikai egyenletének.

## Folytonos eset
Folytonosnak tekintve a változókat a következőképpen alakul az egyenlet:
{\displaystyle {\frac {\partial n_{x}(t)}{\partial t}}={\frac {1}{2}}\int _{0}^{x}K_{y,x-y}n_{y}(t)n_{x-y}(t)\,dy-n_{x}(t)\int _{0}^{\infty }K_{x,y}n_{y}(t)\,dy}
Az egyenlet bal oldala az {\displaystyle {x}\,}-merek számának idő szerinti parciális deriváltja